# Xã Stites, Quận St. Clair, Illinois
Xã Stites (tiếng Anh: Stites Township) là một xã thuộc quận St. Clair, tiểu bang Illinois, Hoa Kỳ. Năm 2010, dân số của xã này là 749 người.